# 米哈伊爾·鮑羅廷
米哈伊尔·馬爾科維奇·鮑羅廷（1884年7月9日—1951年5月29日），俄羅斯猶太人，原名米哈伊尔·格鲁申貝格（Михаил Грузенберг），黨內化名：Kirill，1923年至1927年期間的共產國際駐中國代表及蘇聯駐中國廣州政府代表。是协助孫中山联俄容共（“第一次國共合作”）的主要人物。

## 生平簡表
1884年7月9日，鮑羅廷生於俄國拉脫維亞猶太人家庭。年輕時曾當碼頭工人，1903年加入俄國布爾什維克黨。1904年隨列寧到瑞士進行革命。1906年4月参加在瑞典斯德哥尔摩召开的俄国社会民主工党第四次代表大会。后在英国伦敦活动。1907年春赴美國僑居波士顿並結婚，曾在芝加哥加入美國社會黨。
十月革命後1918年回俄國，在蘇俄外交人民委員會工作。1919年3月出席共產國際第一次代表大會，之後以蘇俄紅十字會的名義到美國、墨西哥、英國、西班牙等地從事地下工作。在墨西哥期間化名為：Brantwein ，協助當地建立共產黨。並與印度共產黨羅易有來往。1920年，來到荷蘭阿姆斯特丹參加會議。1921年，赴土耳其，协助凯末尔抗英。1922年，遭英國緝捕歸案，約半年都在監獄裡。
1923年7月来华，先到奉天与张作霖会晤，继到北京见加拉罕。后奉派到廣州，任共產國際駐中國代表，及蘇聯駐廣州政府全權代表。鮑羅廷獲孫中山任命為國民黨組織教練員，提出按蘇聯共產黨的模式改組國民黨的計劃。之後任中國國民黨中央執行委員會、政治委員會顧問，為孫中山的得力助手。他的翻译先后有张太雷、瞿秋白、傅大庆、杨明斋、李仲武、卜士奇、黄平、李瑞等。鮑羅廷作爲蘇聯代表，負責聯繫蘇聯政府派軍事顧問團及調撥金錢、武器支持黃埔軍校，他還多次到軍校介紹十月革命經驗和蘇聯紅軍的生活和政治工作。孫中山在北京逝世時，鮑羅廷起草了《致蘇聯遺書》。
1925年國民政府在廣州成立，鮑羅廷獲任為政治顧問。廖仲恺刺杀事發後，國民政府採鮑羅廷建議，由汪兆銘、許崇智、蔣中正組織特別委員會，宣布戒嚴並總攬軍政權力。1926年任國民黨中央執行委員會最高顧問。1926年12月隨國民政府遷往武漢。鲍罗廷在武汉大力推动反英运动，指責“農民運動過火”。
1927年四一二事变后，遭到国民党南京政府通缉。6月17日，陈友仁正式通知鲍罗廷，武汉国民党中央已解除他的职务。同年7月鮑羅廷離開武漢，10月經蒙古回蘇聯。之後曾任蘇維埃勞動人民委員、英文《莫斯科新聞》主編。1949年受美国记者安娜·路易絲·斯特朗间谍案牵连入狱，被指為蘇維埃政權的敵人，流放到西伯利亞。1951年5月29日，死於雅库茨克附近的勞改營。生前著作「中國問題」未獲得出版。獲准出版的書籍為「共产党國際」（英文）、列寧英譯本「左傾幼稚病」。